# Cross Borders Drove Road

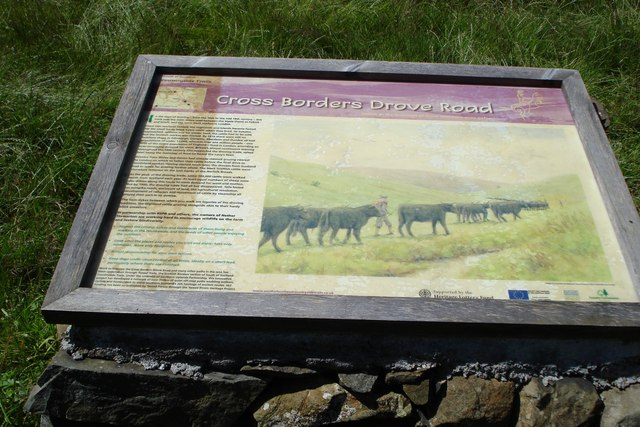

De Cross Borders Drove Road is een langeafstandswandelpad (Great Trail) in Schotland. Het pad op een oude veedrijfweg is 82 kilometer lang en loopt van Hawick tot Little Vantage.